# Villamar
Villamar (sardinsky: Mara Arbarèi) je italská obec (comune) v provincii Sud Sardegna v regionu Sardinie. Nachází se ve výšce 108 metrů nad mořem a má přibližně 2 400 obyvatel. Rozloha obce je 38,53 km².